# 913 Otila
913 Otila је астероид главног астероидног појаса чија средња удаљеност од Сунца износи 2,198 астрономских јединица (АЈ). 
Апсолутна магнитуда астероида је 11,9 а геометријски албедо 0,111.